# Dispositifs de récompense militaire des États-Unis
Les forces armées des États-Unis autorisent le port de certains insignes de médaille et de ruban qui peuvent être portés s'ils sont autorisés sur un ensemble défini de décorations et de récompenses militaires des États-Unis. Les insignes varient entre 3⁄16 pouces et 13⁄32 pouces et sont généralement attachés aux rubans de suspension et de service des médailles et aux rubans de récompense d'unité. Ils sont généralement fabriqués en laiton ou en alliages métalliques de couleur or, argent ou bronze, et ont un aspect mat ou poli. Ils peuvent indiquer des récompenses supplémentaires de la même décoration ou récompense, une récompense pour bravoure ou service méritoire au combat, la participation à une campagne particulière, des périodes de service honorable, des événements spécifiques et d'autres significations particulières. On parle parfois de dispositifs d'attribution, mais les règlements de service et les instructions du département de la Défense les désignent le plus souvent comme de simples "dispositifs" pour les récompenses et les décorations.
Le 7 janvier 2016, le secrétaire à la Défense a approuvé deux nouveaux dispositifs pour les médailles et les rubans : un dispositif "C" qui sera apposé sur les primes de performance polyvalentes en reconnaissance du service méritoire dans des conditions de combat et un dispositif "R" qui sera apposé sur les primes de performance hors combat pour reconnaître spécifiquement l'impact éloigné mais direct sur les opérations de combat,,. Le dispositif "R" sera une lettre "R" en bronze, d'une taille de 1⁄4 pouce. Les deux dispositifs seront portés, si leur port est autorisé, sur des décorations spécifiques. Les services disposent d'un an pour mettre en œuvre ces changements,.
Voici une liste des insignes de service militaire des États-Unis pour les médailles et les rubans :
- 5/16 inch star, or ou argent
- "A" Device
- Arrowhead device
- Berlin Airlift Device (Guerre froide, 1947–1948)
- Battle star (3⁄16"), bronze ou argent
- "C" Device (1⁄4")
- Campaign clasp
- Campaign star (3⁄16"), bronze ou argent
- Citation Star (3⁄16"), WW I, "Silver Star"
- "E" Device (Navy)
- Enlistment Bar
- Fleet Marine Force Combat Operation Insignia
- Globe Device
- Gold frame
- Good Conduct Loop
- Hourglass Device
- Hurricane Device
- Marksmanship Device
- Maltese Cross
- "M" Device
- "N" Device (Navy)
- "N" Device (Air Force)
- Navy Commendation Star (3⁄16)", WW I, argent
- Numeral device
- Oak leaf cluster  (5⁄16" ou 13⁄32"), bronze ou argent
- Operational Distinguishing Device
- "R" device (1⁄4")
- Service star (3⁄16"), bronze, argent et or
- Strike/Flight numerals
- "V" Device
- Wintered Over Device
- Wake Island Device, WWII

## Exemples de rubans de service avec des dispositifs
Voici des exemples de dispositifs apposés sur différents rubans de service :
|                                                                             | Legion of Merit avec "C" device |
| Silver oak leaf cluster · Bronze oak leaf cluster · Bronze oak leaf cluster | Distinguished Flying Cross avec une feuille de chêne d'argent et deux feuilles de chêne de bronze, soit un total de huit récompenses.                                                                                |
|                                                                             | Bronze Star Medal avec "V" Device en bronze |
|                                                                             | Meritorious Service Medal avec "R" device |
|                                                                             | Air Medal, cinq récompenses, dont quatre pour la bravoure, et Strike/Flight numerals 3 en bronze (Navy et Marine Corps)                                                                                              |
|                                                                             | Air Medal, cinq récompenses, dont une pour la valeur, une pour le combat et une pour l'éloignement |
| Gold star · Silver star · Gold star                                         | Coast Guard Achievement Medal avec une étoile d'argent et deux étoiles d'or de 5/16 de pouce indiquant un total de huit récompenses                                                                                  |
|                                                                             | Army Good Conduct Medal (10 récompenses) |
| Bronze eagle atop globe covering anchor · Silver star                       | Armed Forces Expeditionary Medal avec l'insigne des opérations de combat de la Fleet Marine Force et une étoile de service argentée de 3/16 de pouce indiquant un total de six récompenses.                          |
| Arrowhead · Bronze star · Bronze star                                       | Vietnam Service Medal avec une flèche indiquant au moins un saut de combat/un assaut amphibie et deux étoiles de campagne de 3/16 de pouce en bronze.                                                                |
|                                                                             | Nuclear Deterrence Operations Service Medal avec "N" Device |
|                                                                             | Air Force Overseas Short Tour Service Ribbon avec Arctic Device |
|                                                                             | Armed Forces Reserve Medal avec un sablier (Hourglass device) en bronze pour dix ans de service, un "M" pour mobilisation et un "3" (Numeral Device) pour trois mobilisations.                                       |
|                                                                             | Air Force Expeditionary Service Ribbon avec gold frame |
|                                                                             | World War I Victory Medal avec Maltese cross en bronze (pour les Marines combattant en France et ne pouvant prétendre à une agrafe de combat (battle clasp), également pour certaines parties du Navy Medical Corps) |
| "A" Device                                                                  | American Defense Service Medal avec Atlantic device |
|                                                                             | Army of Occupation Medal avec Berlin Airlift Device |
|                                                                             | Armed Forces Reserve Medal avec "M" device pour la mobilisation et des sabliers d'or et de bronze pour 40 ans de service dans la réserve (respectivement 30 ans et 10 ans).)                                         |
|                                                                             | Coast Guard Distinguished Marksman Award for Rifle |
|                                                                             | Coast Guard Silver Pistol Shot Excellence-In-Competition Award |
|                                                                             | Coast Guard Bronze Rifle Excellence-In-Competition Award |
|                                                                             | Coast Guard Pistol Marksmanship Medal (a Coast Guard Pistol Marksmanship Ribbon avec Expert Device en argent) |
|                                                                             | Navy Rifle Marksmanship Ribbon avec Sharpshooter Device en bronze |
|                                                                             | Secretary of Defense Exceptional Civilian Service Award avec des palmes d'or et de bronze |
|                                                                             | Missouri National Guard Ruban des douze gouverneurs avec trois grappes d'aubépine |

Récompenses d'unité
|                       | Navy E Ribbon avec un "E" device d'argent couronné (quatre récompenses ou plus) |
|                       | Navy Presidential Unit Citation avec Nautilus device                            |
|                       | Navy Presidential Unit Citation avec Globe device                               |
|                       | Coast Guard Presidential Unit Citation avec Hurricane Device                    |
| Silver block letter O | Coast Guard Unit Commendation avec Operational Distinguishing Device            |

## Source
- (en) Cet article est partiellement ou en totalité issu de l’article de Wikipédia en anglais intitulé « United States military award devices » (voir la liste des auteurs).